# Kaye Aldenhoven
Kaye Aldenhoven est une poètesse et enseignante australienne.

## Biographie
En 1971, Kaye Aldenhoven déménage d'Australie du Sud pour rejoindre le Territoire du Nord à Umbakumba sur Groote Eylandt. Elle vit et enseigne ensuite successivement à Yuendumu, Amoonguna, Alice Springs, Darwin, Jabiru. Elle devient directrice des trois écoles de la région du NT (Jabiru à Kakadu, Alyangula sur Groote Eylandt et Batchelor). Ces expériences sont importantes pour la coloration de sa production artistique.
Son premier livre, In My Husband's Country, est une évocation percutante de la campagne et de la notion de territoire, et s'appuie sur ses performances inter-arts mêlant poésie, rituels de danse et textiles. En 1992 et 2009, elle remporte le Northern Territory Red Earth Literary Award. Elle édite un certain nombre d'anthologies et est incluse dans le livre d'artiste/anthologie Terra Australis édité par Chris Mansell avec des œuvres de l'artiste Tommaso Durante.
Son recueil, Skin (PressPress, 2004), continue l'exploration d'Aldenhoven dans l'univers énigmatique de la campagne. Il s’agit d’un thème important dans la poésie australienne non métropolitaine, qui n’est pas beaucoup abordé dans les périphéries urbanisées. Sur le plan poétique, Aldenhoven évite le langage trop décoratif et vise un langage clair pour éclairer ses thèmes.

## Ouvrages
- In My Husband's Country (2001)[4]
- Skin (2004)[5]
- A Story Changes Each Time It Is Told: An Anthology from the Northern Territory by Palmerston's Own Writers (2011) edited with Adele Barry[6]
- Botanica Erotica (2012)[7]